# Calcio Chiasiellis
L'Associazione Sportiva Dilettantistica Calcio Chiasiellis, in breve Chiasiellis, fu una società calcistica femminile italiana con sede a Chiasiellis di Mortegliano, frazione del comune di Mortegliano, in provincia di Udine. Nella sua storia ha disputato sette campionati consecutivi di Serie A, massima serie del campionato italiano femminile di calcio, dalla stagione 2007-2008 alla stagione 2013-2014. Dal 2014 risulta inattiva.

## Storia
Nel 2006-2007 giunge secondo nel girone B della Serie A2 ad un solo punto dal Trento e viene ripescato in Serie A a causa della mancata iscrizione in massima serie dell'Agliana.
Rimane quindi nella massima serie del campionato italiano femminile di calcio per sette stagioni consecutive, raggiungendo il massimo risultato in Serie A nel 2011-2012, settimo posto, e le semifinali di Coppa Italia 2009-2010.
Al termine della stagione 2013-2014, che la vedrà retrocedere in Serie B, durante l'estate 2014 comunica alla FIGC - LND la propria inattività, lasciando così libero un posto per ripescaggi.

## Palmarès

### Altri piazzamenti
- Coppa Italia:

Semifinalista: 2009-2010

## Società

### Organigramma societario
Aggiornato al 2014.
- Andrea Grizzo - Presidente
- Pierino Di Giusto - Vice Presidente
- Chiara Dazzan - Consigliere
- Giancarlo Di Tomaso - Consigliere
- Andrea Fabbro - Consigliere
- Sabrina Rieppi - Consigliere
- Andrea Fabbro - Direttore Sportivo
- Chiara Dazzan - Team Manager
- Anna Dazzan - Addetto Stampa
- Debora Bucovaz - Responsabile marketing
- Elena Marinig - Responsabile marketing

## Beach soccer
Il Chiasiellis partecipa anche al Campionato italiano femminile di beach soccer. Nel 2007 ha vinto il primo titolo nazionale.

## Tifoseria
Il Chiasiellis ha giocato le partite interne allo stadio comunale di Mortegliano. È stato seguito da un folto pubblico di amici e simpatizzanti, tra cui un gruppo di tifosi conosciuti con il nome di UAB (Ultras Armata Biancazzurra). Era accesa la rivalità con l'altra squadra della regione nella massima categoria, il Tavagnacco, con cui ogni anno si giocava un derby.